# Исахая Сигэнари
Исахая Сигэнари (яп. 諫早 茂成, 8 января 1743 — 26 апреля 1769) — самурай княжества Сага периода Эдо, 10-й глава рода Исахая.

## Биография
Родился 8 января 1743 года в семье Исахаи Сигэюки, 8-го владетеля деревни Исахая, и дочери Мацумото Масаэмона.
1 сентября 1753 года умер его старший брат Юкинори, и 27 сентября Сигэнари стал следующим главой семьи. В сентябре 1760 года был снят домашний арест с его отца Сигэюки, наказанного ранее за участие в заговоре с целью свержения даймё Набэсимы Мунэнори. В 1762 году Сигэнари сопровождал даймё Набэсиму Сигэмоти в его поездке на службу в Эдо, где поступил на административную службу. В 1765 году стал укэяку-каро, главным управляющим финансами княжества. В 1767 году семье вернули конфискованные ранее владения, 10 000 коку (4 000 коку в пересчёте на местные владения).
Был женат на Мино, дочери Набэсимы Наокадзу, даймё Оги.
Исахая Сигэнари умер 26 апреля 1769 года. Был похоронен в семейном храме Тэнъю-дзи в Исахае.